# Phlepsius isinus
Phlepsius isinus är en insektsart som beskrevs av Dlabola 1979. Phlepsius isinus ingår i släktet Phlepsius och familjen dvärgstritar. Inga underarter finns listade i Catalogue of Life.